# Новоматвеевское (Днепропетровская область)
Новоматвеевское (укр. Новоматвіївске, до 2024 года — Новопавлоградское) — село,
Старовишневецкий сельский совет,
Синельниковский район,
Днепропетровская область,
Украина.
Код КОАТУУ — 1224888204. Население по переписи 2001 года составляло 25 человек.

## Географическое положение
Село Новопавлоградское находится на расстоянии в 0,5 км от села Калиновка и в 1-м км от села Водяное.